# Nathalie Degand
Pour les articles homonymes, voir Degand.
Nathalie Degand, née le 20 février 1944 à Langres,, est une chanteuse française qui a commencé sa carrière en Afrique par le vinyle Maman m'a dit.

## Autres 45T
- EP Emporte avec toi +3 Pathé EG 689
- EP Nounours +3 Pathé EG 834
- EP Mon ami Dominique  Pathé EG 878